# (3185) Clintford
(3185) Clintford (1953 VY1) – planetoida z grupy pasa głównego asteroid okrążająca Słońce w ciągu 3,64 lat w średniej odległości 2,37 au. Odkryta 11 listopada 1953 roku.